# Gon-gon
De Gon-Gon of Kaapverdische stormvogel (Pterodroma feae) is een vogel uit de familie van de stormvogels en pijlstormvogels (Procellariidae). Het is een endemische vogelsoort van Kaapverdië. Deze vogel is genoemd naar de Italiaanse natuuronderzoeker Leonardo Fea (1852-1903).

## Kenmerken
De vogel is 35 cm lang. Het is een middelgrote stormvogel met een donkere kopkap, donkergrijs van boven met een donker patroon van een hoofdletter "M" op de rug en vleugels. De ondervleugels zijn voornamelijk donker grijsbruin, buik en borst zijn bijna wit, met alleen een grijze band. als een soort kraag over het bovenste deel van de borst.

## Verspreiding en leefgebied
De vogel broedt op de Kaapverdische eilanden. Niet alle eilanden zijn goed onderzocht op de aanwezigheid van broedkolonies. Het centrale bergland van het eiland Santiago en de eilanden Fogo en Santo Antão herbergen waarschijnlijk nog onontdekte kolonies. De nesten worden gemaakt in beboste hellingen tot op 2200 m boven zeeniveau. Buiten de broedtijd verblijven de vogels op volle zee op een groot deel van de Atlantische Oceaan tussen de Verenigde Staten en West-Afrika en Zuid-Europa.

## Status
De gon-gon heeft een beperkt en ecologisch bedreigd broedgebied. De grootte van de populatie werd in 2016 door BirdLife International geschat op 1000 tot 2000 volwassen individuen en de populatie-aantallen nemen af door habitatverlies, het verzamelen van eieren door de plaatselijke bevolking en predatie door invasieve zoogdieren zoals verwilderde katten en ratten.De broedgebieden worden aangetast door ontbossing en overbegrazing door geiten. Om deze redenen staat deze soort als gevoelig op de Rode Lijst van de IUCN.